# راماکریشنا ۲۵۴۶۸
سیارک ۲۵۴۶۸ (به انگلیسی: 25468 Ramakrishna، نامگذاری:1999XS33) بیست و پنج هزار و چهارصد و شصت و هشتمین سیارک کشف شده‌است که در ۶ دسامبر ۱۹۹۹ کشف شد.
قدر مطلق سیارک برابر ۱۸.۶ است.